# Clubul Sportiv Mureșul
Clubul Sportiv Mureșul sau CS Mureșul este cel mai important club sportiv din Târgu Mureș, România. 

## Istoric
A fost înființat ca asociație în 1921, ca Societatea Sportivă Mureșul Târgu Mureș, prin preluarea celor mai valoroase secții existente în cadrul altor unități cu tradiție sportivă din oraș (denumite MKE în 1888, MSE în 1906, MTE în 1910 și MTK în 1919), după numele râului Mureș care traversează localitatea.
În 1959 a fost reorganizat sub denumirea de Clubul Sportiv Orășenesc Târgu Mureș și avea în structura sa 13 ramuri sportive.
În anii '80 clubul avea 500 de sportivi legitimați și 9 secții pe ramuri de sport. Cele mai valoroase reușite ale clubului au fost aducerea în România a primelor titluri de campion european și campion mondial la lupte libere.
In  perioada 2000-2018 CS Muresul a obtinut 1480  de medalii la CN si 145 la Campionate internationale.
În 2021, clubul avea 11 sectii sportive: atletism, arte martiale, canotaj, ciclism, lupte libere, natatie, patina viteza, tenis, radio amatorism. Sectia de hochei pe gheata si patinaj artistic – in curs de afiliere;

## Baze Sportive
CS Muresul in 2010 prin HG 2010 a fost nevoita sa cedeze catre Consiliu Local majoritatea bazelor detinute dintre care amintim Parcul Municipal, Stadionul Asa, Academia de sport,terenurile de tenis, Bacul de Iarna si Salilie sportive din tribune.
Bazele detinute actual de CS Muresul sunt Sala de Lupte, Pista de Role si Patinoarul Artificial.
Patinoarul artificial – cu munca multa si proceduri lungi, dar obligatorii pentru a respecta legalitate, am reusit sa deblocam investitia. In acest moment Patinoarul se afla inscris prin ordin MDRAP in Programul national de constructii de interes public si social. Tema de proiectare este predata, protocolul de predare pe durata lucrarilor este semnat si in acest moment s-a incheiat procedura de achizitii pentru documentatia DALI. Dupa finalizarea documentatiei si aprobarea in CTE se efectueaza procedura de achizitii pentru Proiectare si executie obiectivului de investitii.
CS Muresul va beneficia de inca o baza sportiva de o importanta majora pentru orasul nostru, un Bazin Olimpic Acoperit cu 800 de locuri in amplasamentul fostului Strand 1 mai. Dupa ce CS Muresul in 2017 a dus la indeplinire toate cerintele HG 1505, in 2018 a predat amplasamentul catre CNI si si lucrarile au inceput in iunie 2019.